# Janusz Morgenstern

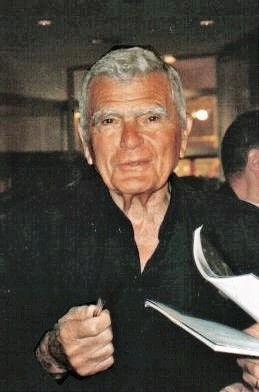
Janusz Morgenstern (2007)

Janusz Morgenstern (* 16. November 1922 in Mikulince bei Tarnopol, Polen, heutige Ukraine; † 6. September 2011 in Warschau) war ein polnischer Filmregisseur und Filmproduzent.

## Leben
Janusz „Kuba“ Morgenstern war der Sohn von Dawid Morgenstern und Estera Druks, beide Juden aus Galizien. Er studierte Anfang der 1950er-Jahre an der Filmhochschule Łódź Regie und beendete sein Studium 1954. Zu Beginn seiner Karriere war er Regie-Assistent bei Wanda Jakubowska und Andrzej Wajda. Er assistierte Wajda bei seinen legendären Filmen Der Kanal und Asche und Diamant. Sein Debüt mit einem abendfüllenden Spielfilm gab er 1960 mit Auf Wiedersehen bis morgen. In den 1960er- und 1970er-Jahren schuf er einige populäre polnische Fernsehserien wie Stawka większa niż życie und Kolumbowie. Er war jahrelanger künstlerischer Leiter des Filmstudios Perspektywa und begann sich nach der politischen Wende 1989 als Filmproduzent zu betätigen.

## Filmografie

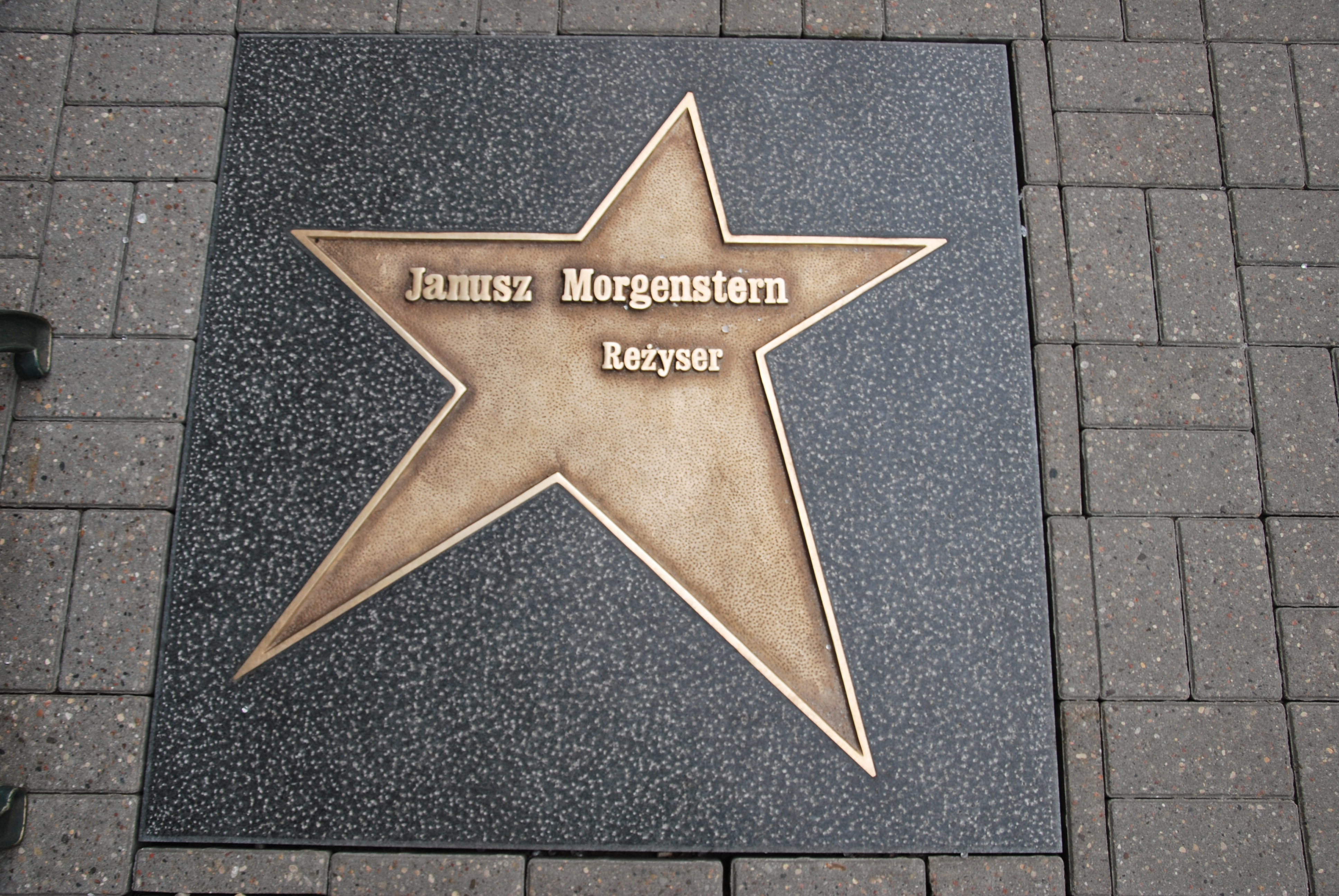
Morgensterns Stern auf dem Walk of Fame in Łódź

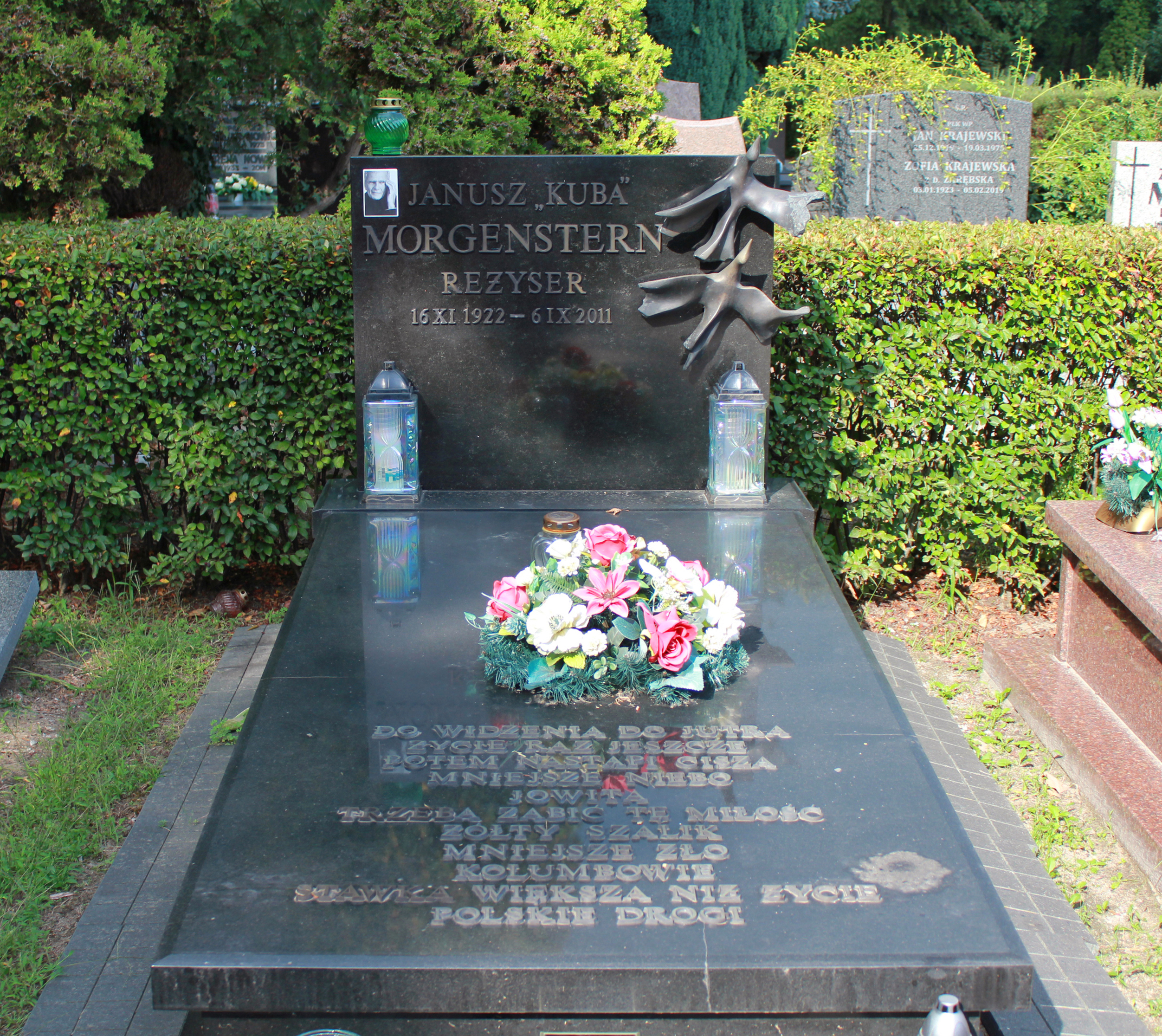
Morgensterns Grab in Warschau mit seinem Bild und einer Liste seiner bekanntesten Filme

### Regisseur
- 1960: Auf Wiedersehen bis morgen (Do widzenia, do jutra)
- 1962: Morgen: Premiere (Jutro Premiera)
- 1964: Dwa Żebra Adama
- 1965: Das Leben noch einmal (Życie raz jeszcze)
- 1966: Potem nastąpi cisza
- 1967: Jowita
- 1972: Diese Liebe muss man töten (Trzeba zabić tę miłość)
- 1979: Godzina W
- 1981: Mniejsze niebo
- 1987: Hüter des Drachens (Biały smok)
- 2009: Mniejsze zło

### Produzent
- 1990: Korczak – Regie: Andrzej Wajda
- 1990: Hitlerjunge Salomon – Regie: Agnieszka Holland
- 1993: Kolos – Regie: Witold Leszczyński
- 1996: Fräulein Niemand (Panna Komornik) – Regie: Andrzej Wajda
- 1998: Złoto dezerterów – Regie: Janusz Majewski
- 1998: Ciemna strona Wenus – Regie: Radosław Piwowarski
- 2000: Das große Tier (Duże zwierzę) – Regie und Hauptrolle: Jerzy Stuhr
- 2001: Poranek kojota – Regie: Olaf Lubaszenko
- 2002: Zemsta – Regie: Andrzej Wajda
- 2005: Der Gerichtsvollzieher (Komornik) – Regie: Feliks Falk